# قسمت (فیلم ۱۹۴۳)
«قسمت» (انگلیسی: Kismet) فیلمی هندی در سبک جنایی و درام است که در سال ۱۹۴۳ منتشر شد. از بازیگران آن می‌توان به آشوک کومار اشاره کرد.